# کوانگ‌میونگ
کوآنگ‌میونگ (هانگول:광명) با معنی واژه‌ای «نور درخشان»، اینترنت ملی کره شمالی است. این شبکه در سال ۲۰۰۰ افتتاح شد. این شبکه تنها دامنه‌های اینترنتی با پسوند .kp را نمایش می‌دهد که اکثراً از بیرون این کشور قابل دسترسی نیستند. تنها مقامات دولتی و توریست‌ها حق دسترسی به اینترنت جهانی را دارند و اکثریت مردم کره شمالی از کوآنگ میونگ استفاده می‌کنند. استفاده از این اینترنت ملی رایگان است.
سرویس‌هایی مثل تلویزیون اینترنتی، ایمیل، موتور جستجو و… از طریق کوآنگ‌میونگ قابل دسترسی هستند. کوآنگ میونگ تنها در شهرهای بزرگ کره شمالی، دانشگاه‌ها و مراکز مهم صنعتی قابل دسترسی است. کافی‌نتهای متعددی در پیونگ‌یانگ دسترسی به این شبکه را فراهم می‌آورند.

## وبگاه‌ها
از تعداد سایت‌های اینترانت کره شمالی تخمین دقیق وجود ندارد، اما گفته می‌شود تعداد آن‌ها بین ۱۰۰۰ تا ۵۰۰۰ وب‌سایت است. بررسی‌ها نشان می‌دهد کمتر از ۳۰ وب‌سایت در کوانگ‌میونگ از بیرون کره شمالی در دسترس است.

## نظارت و دسترسی
واحدی در دولت کره شمالی پایش استفاده غیرقانونی شهروندان از اینترنت را برعهده دارد. شهروندان عادی در صورت اتصال به خارج از کوانگ‌میونگ محاکمه می‌شوند. حدود ۶ میلیون نفر در کره شمالی از موبایل استفاده می‌نمایند. این موبایل‌ها از یک نسخه سفارشی سیستم‌عامل اندروید استفاده می‌کنند که امکان دسترسی به اینترنت جهانی را ندارد و فقط به اینترانت ملی متصل می‌شود.
دسترسی به اینترانت ملی از طریق کامپیوتر شخصی نیازمند مجوز دولتی است.